# El Estany

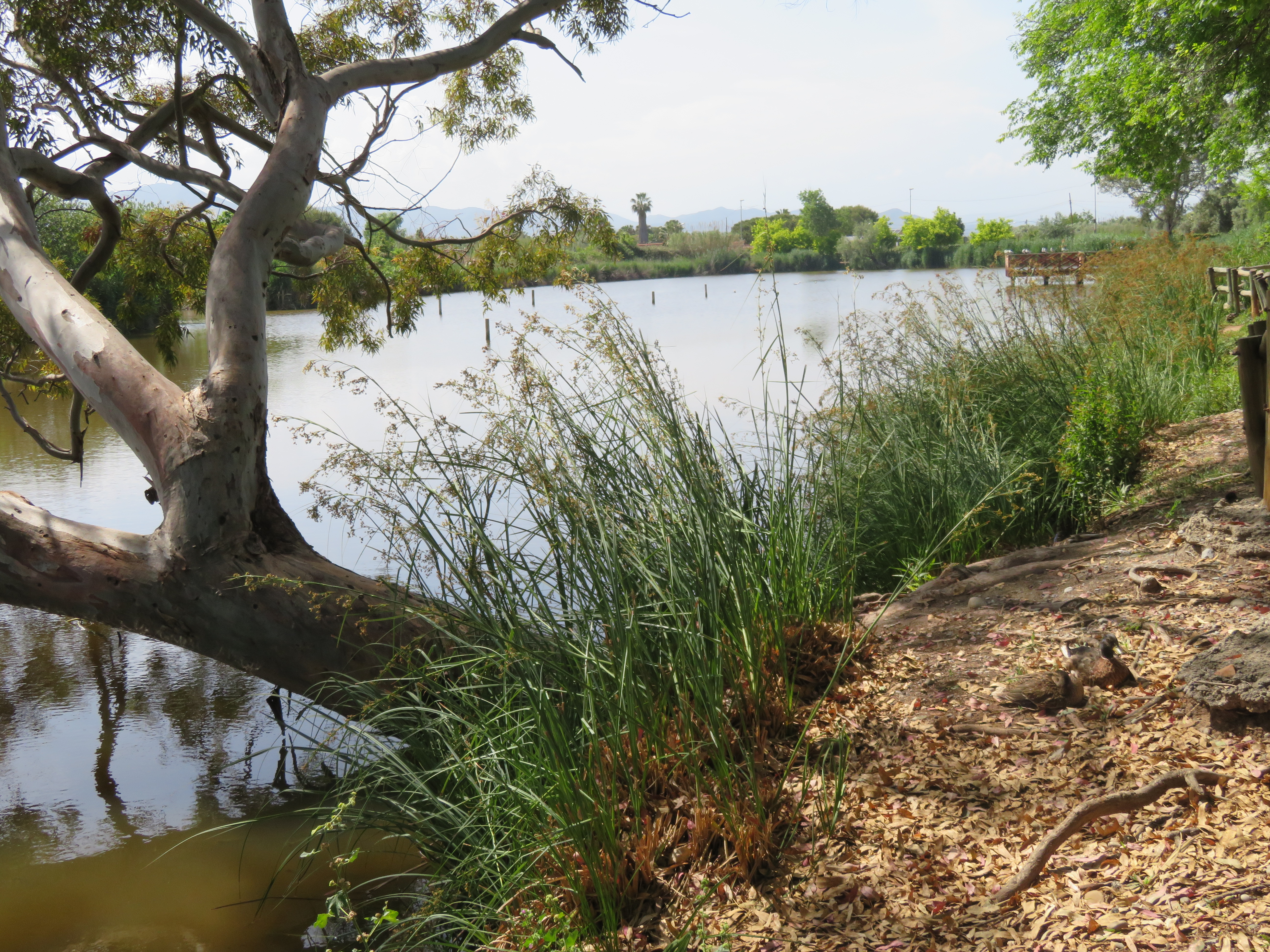
Panorámica de fauna y plantas de la laguna L'Estany de Nules.

El Paraje Natural Municipal El Estany, con una superficie de 2,74 ha, se localiza en el término municipal de Nules en la provincia de Castellón.

## Descripción
Se trata de una pequeña laguna litoral formada por la surgencia abundante de agua subterránea en el marjal, a la que anteriormente también llegaban aportes de escorrentía superficial. Este enclave es un testigo histórico que ha sobrevivido a las transformaciones agrícolas y la urbanización de la costa.
Entre algunos puntos de interés destacan

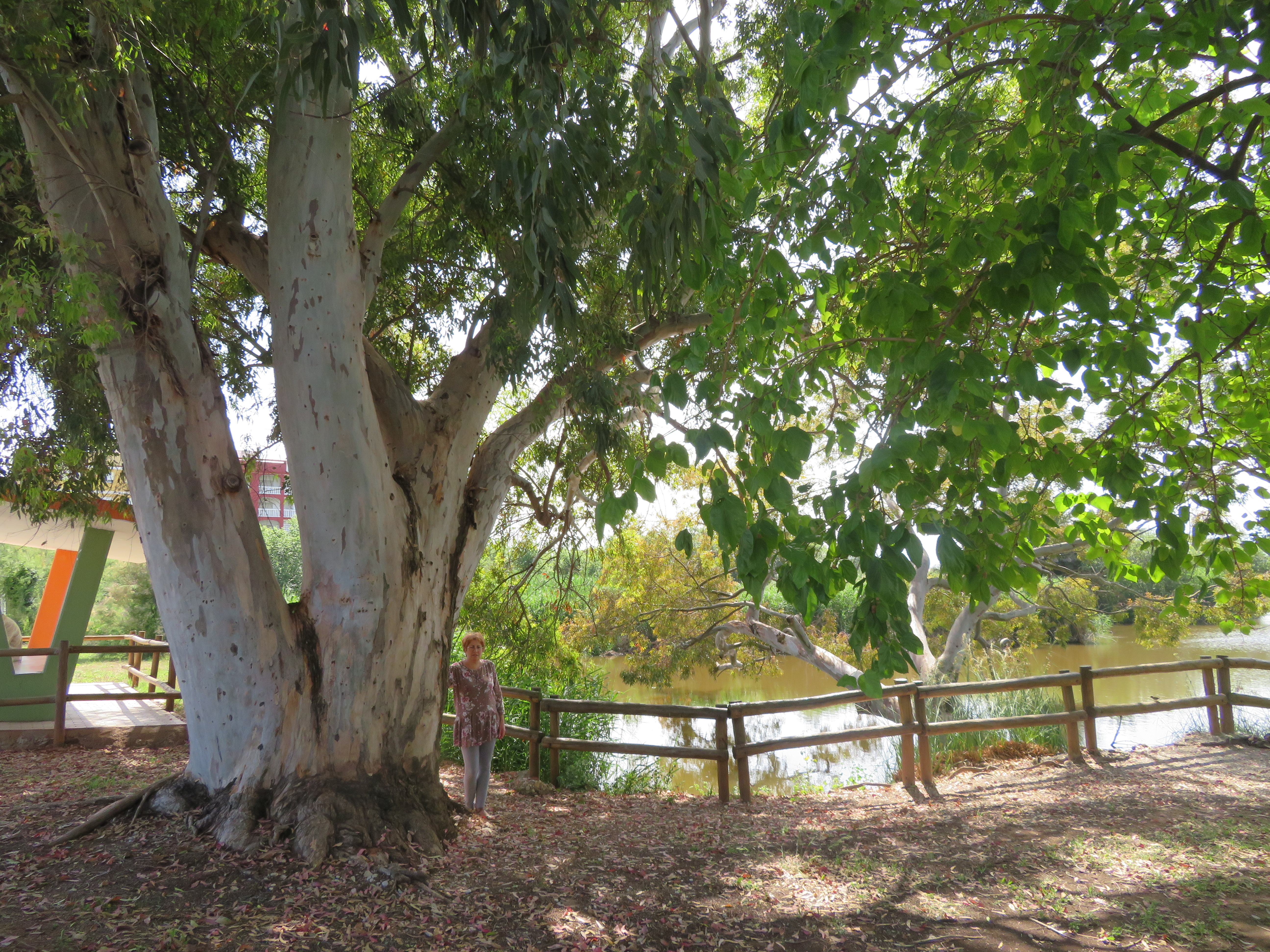
Eucaliptus monumental de L'Estany de Nules.

- Eucaliptus monumental de L'Estany de Nules.La antigua pedrera, que es el punto de partida de la visita
- La penya de l´estany, donde se puede observar una panorámica de la marjal
- Els estanys, compuestos por tres lagunas
- Les moreres, donde se cultivaba la seda en los siglos XVIII y XIX. Actualmente es el sitio que muchas aves utilizan para sus nidos.
- El antiguo motor y los campos de cultivo.
- El punto de observación de flora, en donde se pueden ver ejemplares autóctonos y propios de estos ecosistemas.

### Fauna y flora
Este espacio constituye un refugio excepcional para las aves, siendo un importante lugar de migraciones en invierno en el que alimentarse, descansar o incluso nidificar. Esta laguna artificializada cuenta con una estrecha franja de vegetación palustre en la que encuentran cobijo fochas, pollas de agua, zampullines y demás anátidas que conviven junto a ejemplares de ganso común, introducidos para fomentar la atracción a la avifauna acuática silvestre en el lugar.

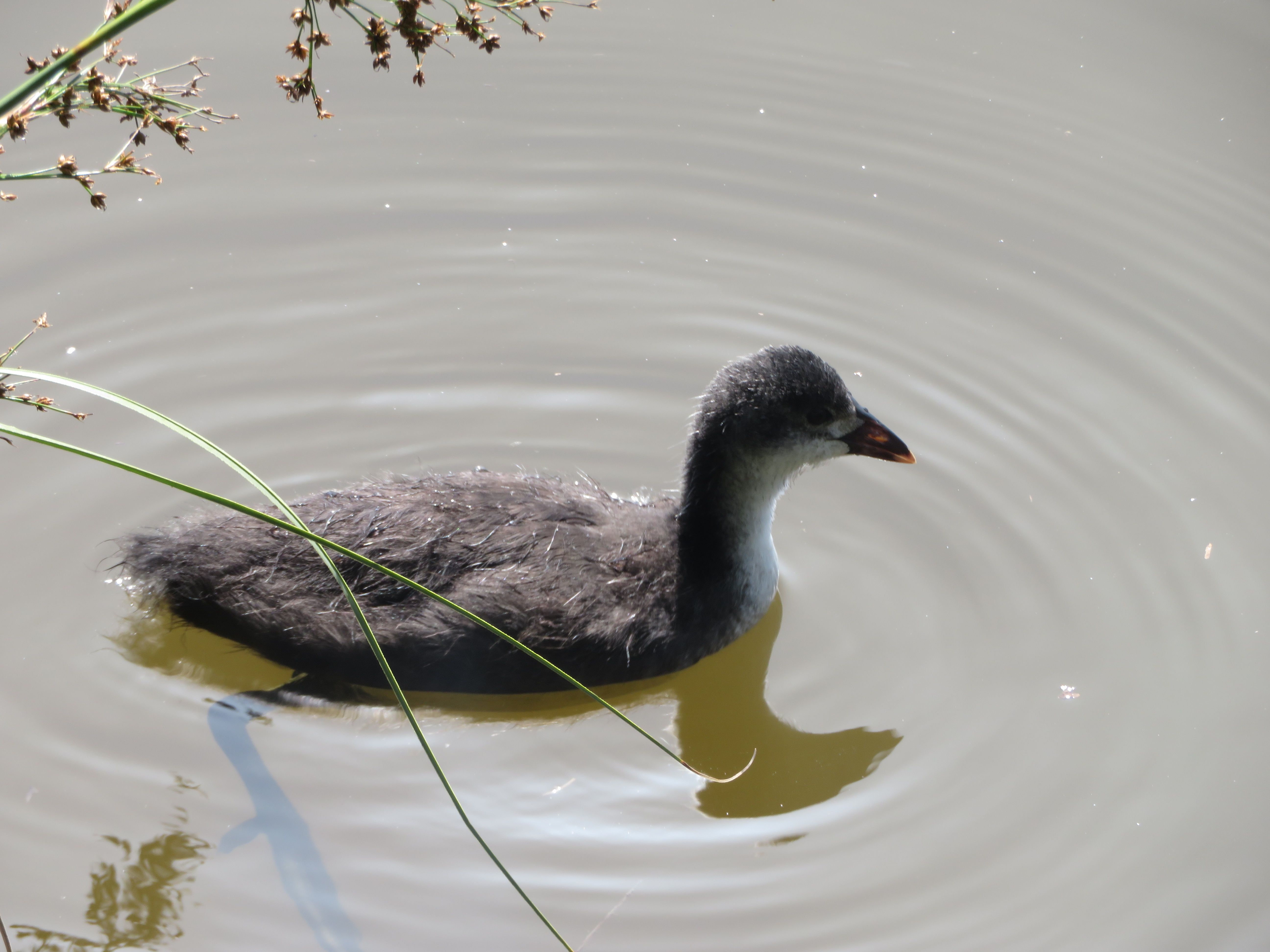
Pollo joven de Focha común (Fulica atra). Marjal de Nules. L'Estany de Nules.

El paraje natural se sitúa en el final del conjunto marjalero de Nules, uno de los mejores conservados dentro del conjunto palustre litoral procedente del rosario de marjales que se extendían a lo largo de la costa castellonense.

## Protección
- Declarado Paraje Natural Municipal por Acuerdo del Consejo de la Generalidad Valenciana de fecha 3 de diciembre de 2004.[3]
- Este marjal forma parte del Catálogo de Zonas Húmedas de la Comunidad Valenciana desde el año 2002.[3]